# Vírová elektrárna
Vírová elektrárna je poměrně nový typ vodní elektrárny, pilotní projekt byl realizován teprve v roce 2005 v rakouském Ober-Grafendorfu, při spádu 1,5 metrů a průtoku 0,9 kubických metrů za sekundu s instalovaným elektrickým výkonem 10 kW, celé soustrojí i s alternátorem tedy pracovalo s účinností 74 %.

## Princip
Srdcem elektrárny je betonová konstrukce sestávající z přivaděče, kruhové nádrže v jejímž středu je odtokový otvor, nad nímž je umístěna turbína, krátkého odpadu a pomocných betonových konstrukcí. Voda přitéká přivaděčem do nádrže, začíná kroužit kolem vnější stěny, dochází tak ke vzniku víru, čím je blíže středovému otvoru, tím dosahuje vyšší rychlosti, nakonec voda s nejvyšší rychlostí naráží na lopatky speciální turbíny, kterým předává značnou část své energie, následně opouští turbínu otvorem, který se nachází pod ní. Turbína následně pohání již standardní vybavení MVE, ovšem je teoreticky možné její energii využít i pro jiné aplikace.

## Zotlötererova turbína

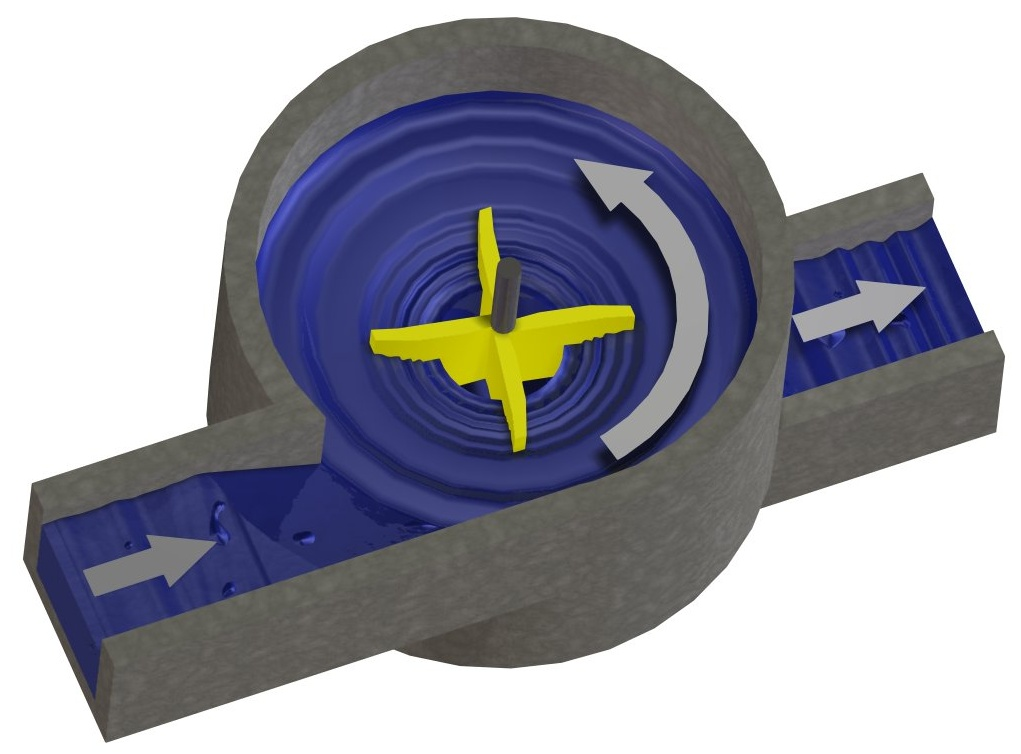
Model vířivé turbíny

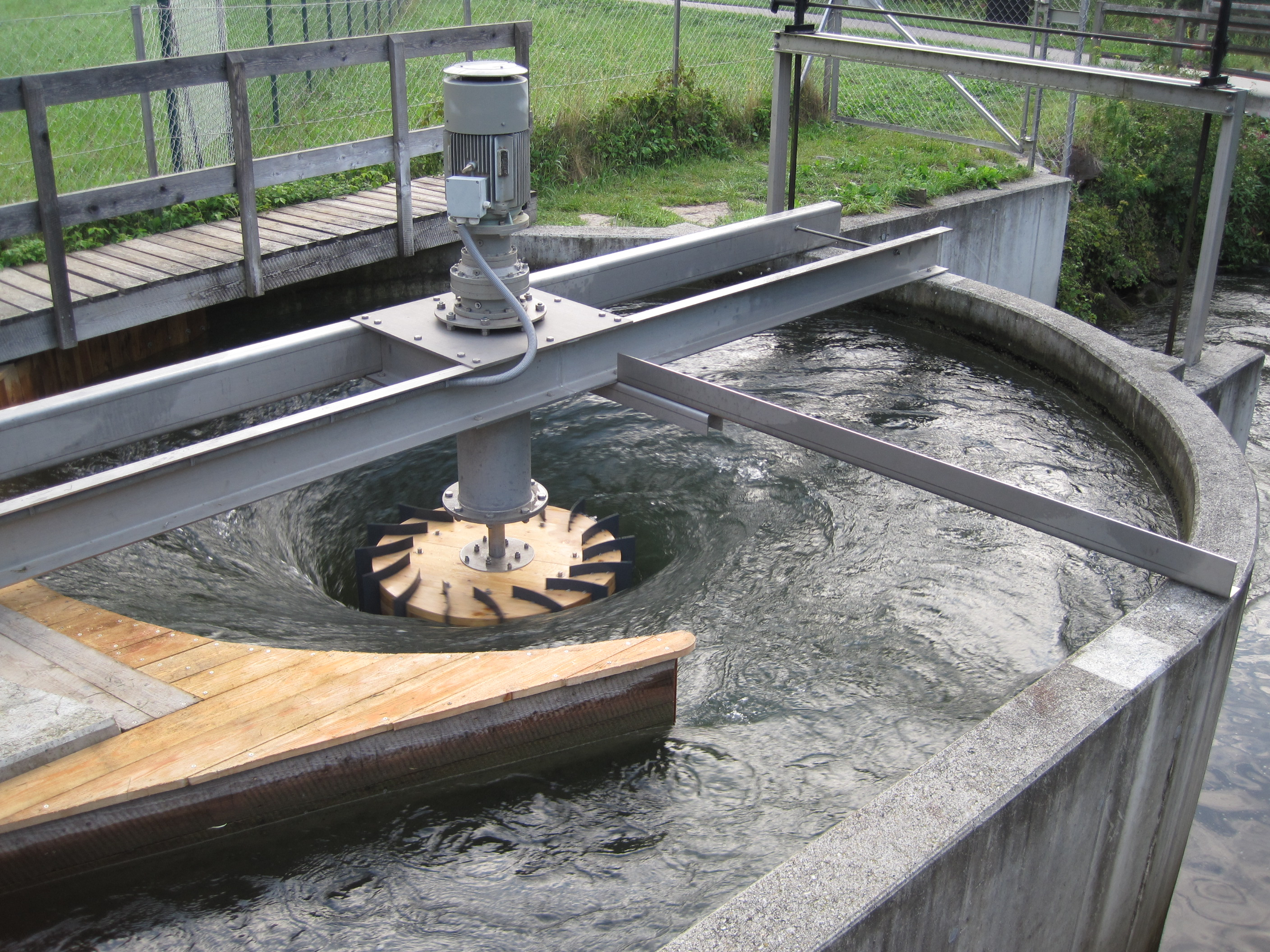
Vířivá turbína v provozu u Ober-Grafendorfu

Turbína byla vynalezena Rakušanem Franzem Zotlötererem, roku 2003 na ni získal rakouský patent 412 363 a 413 579, v roce 2007 obdržel patent švýcarský číslo 699 133.
Konstrukce turbíny je velmi jednoduchá, vertikální buben se zakřivenými lopatkami je umístěn nad odpadním otvorem betonové spirály, chybí tedy veškeré složité rozvaděče, jaké známe z Kaplanovy, nebo Francisovy turbíny, to s sebou ale přináší problémy s její regulací.
Její konstrukce umožňuje využití i velmi malých spádů (od 0,7 m), což je výška všemožných regulačních prahů v regulovaných korytech a i velmi malých průtoků již od 0,2 m3/s. Svým provozem navíc provzdušňuje vodu, což na rozdíl od výše zmíněných turbín nezpůsobuje pokles účinnosti, tím nedochází k jejímu odkysličení, ke kterému dochází u výše zmíněných turbín, ale naopak k jejímu okysličení, které má příznivý vliv na vodní živočichy, taktéž její provoz, stejně jako Archimédův šroub, dovoluje případným živočichům, kteří by se do turbíny dostali, přežít.
První model dosahoval, i přes zdánlivou primitivnost, vynikající účinnosti 80 %.

## Výhody a nevýhody
Nespornou výhodou tohoto typu elektrárny je šetrnost k životnímu prostředí a zlepšení provzdušnění vody se všemi jeho dopady, jednoduchost konstrukce, možnost využívání i těch spádů, které jsou v současnosti za hranicí ekonomické návratnosti. Nevýhodu jsou limity výkonu, budovat elektrárny s výkonem větším, než asi 150 kW se nevyplatí, neboť standardní řešení MVE mají již daleko lepší ukazatele, například roční množství vyrobené elektřiny.

## Použití
V České republice jsou od roku 2016 vírové turbíny vyvinuté ve spolupráci s VUT Brno pracující s až 85% účinností použity na MVE Želina provozované Elektrárnou Tušimice ze skupiny ČEZ na řece Ohři. Dvě vírové násoskové turbíny MVE Želina mají instalovaný výkon celkem 29 kW při průtoku 2 m3/s a spádu 2,4 m.